# Bernard Stevens
Bernard Stevens (né à Djakarta en Indonésie le 28 janvier 1956) est un philosophe et traducteur belge.

## Biographie
Bernard Stevens a été formé à la Freie Universität Berlin, à Trinity College Dublin et à l’Université catholique de Louvain (Louvain-la-Neuve, Belgique) dont il est professeur émérite. Il a été directeur de programme au Collège international de Philosophie (Paris) et professeur invité dans plusieurs universités africaine (Kinshasa) et asiatiques dont Fudan (Shanghai), Fujen (Taiwan), Kyôto, Tôkyô et Dokkyo (Japon). Il est également membre de l’École belge de Daseinsanalyse.
Formé à la phénoménologie et à l’herméneutique européennes continentales, tout en étant soucieux du dialogue interculturel, il s’est consacré depuis 1990 à l’étude de la philosophie japonaise contemporaine qu’il a été le premier à faire connaître en France, avec des travaux portant sur Maruyama Masao, Nishida, Watsuji et sur les principaux représentants de l’École de Kyōto. Il a collaboré à de nombreuses revues dont Zen Buddhism Today, Les Temps modernes, Esprit, Philosophie, Etudes phénoménologiques et la Revue Philosophique de Louvain.

## Publications principales
- Phénoménologie et politique. Mélanges offerts à Jacques Taminiaux. Bernard Stevens et Danièle Lories, éditeurs. (Avec des textes de : Abensour, Biemel, Boehm, Couloubaritsis, Derrida, Haar, Janicaud, Ladrière, Legros, Richir, Ricœur, Patocka), Bruxelles : Ousia, 1989.
- Une introduction historique à la philosophie, tome 1 : Des origines à Hegel, Bruxelles, Éditions Ciaco, 1990, 2002.
- Une introduction historique à la philosophie, tome 2 : La philosophie post-hégélienne, Bruxelles, Éditions Ciaco, 1993.
- L'apprentissage des signes. Lecture de Paul Ricœur, Dordrecht-Boston-London, Kluwer Academic Publishers, coll. « Phaenomenologica », 1991.
- L’école de Kyôto (collectif), Bruxelles, Études Phénoménologiques, n°18, Ousia, 1993.
- La réception européenne de l’école de Kyôto (collectif), Revue Philosophique de Louvain, n° 4, novembre 1994.
- La psychopathologie phénoménologique de Kimura Bin (collectif), Bruxelles, Études Phénoménologiques, n° 25, Ousia, 1997.
- Topologie du néant. Une approche de l'école de Kyôto, Louvain-Paris, Éditions Peeters, 2000.
- Le néant évidé. Ontologie et politique chez Keiji Nishitani, Louvain-Paris, Éditions Peeters, 2003.
- Invitación a la filosofía japonesa.  En torno a Nishida.  Edicions Balleterra.  Barcelona 2008.
- Le nouveau capitalisme asiatique. Le modèle japonais, Louvain-la-Neuve, Bruylant-Academia, 2009.
- Invitation à la philosophie japonaise. Autour de Nishida, Paris, CNRS Éditions, 2005.
- La communauté bouddhiste Triratna, un bouddhisme occidental, Paris, Éditions L'Harmattan, 2014.
- Maruyama Masao. Un regard japonais sur la modernité, Paris, CNRS Éditions, 2018.
- Soleil levant sur forêt noire. Heidegger et l'école de Kyôto, Paris, Éditions du Cerf, 2020.
- Adrien-Jean Le Mayeur de Merprès (1880-1958). Le maître de Bali, DIAL.pr@UCLouvain, 2021.
- L’alternative africaine, DIAL.pr@UCLouvain, 2022.
- Kyoto School Philosophy in Comparative Perspective : Ideology, Ontology, Modernity, Lanham : Lexington, 2023.
- William Cliff tel qu'en ses poèmes, coll. 'Petites empreintes' dirigée par Jean LECLERCQ, Presses Universitaires de Louvain, 2023.
- Les sources orientales de l'école de Kyôto. Soleil couchant sur l'Himâlaya, coll. 'Empreintes philosophiques' dirigée par Jean LECLERCQ et Grégori JEAN, Presses Universitaires de Louvain, 2023.

## Traductions principales
- James Heisig, Philosophes du néant, traduit de l’anglais en collaboration avec Sylvain Isaac et Jacynthe Tremblay. Paris, Éditions du Cerf, 2008.
- Martin Heidegger, Aristote, Métaphysique Thêta 1-3. De l'essence et de la réalité de la force, traduit de l’allemand en collaboration avec Pol Vandevelde, tome 33 de l'édition intégrale, Paris, Gallimard, 1991.
- Nishida Kitarô, « L'expérience pure », traduit du japonais en collaboration Michiko Maeno, in Nishida, Revue philosophique de Louvain, n°1, février, 1999, pp. 19–29.
- T. Tezuka, « Une heure avec Heidegger », traduit du japonais en collaboration avec Tadanori Takada, in Heidegger, Philosophie, n° 69, Paris, Les Éditions de Minuit, 2001, pp. 20–29.
- T. Watsuji, « La signification de l'éthique en tant qu'étude de l'être humain », traduit du japonais en collaboration avec Tadanori Takada, Philosophie, Phénoménologie japonaise, Paris, Les Éditions de Minuit, n° 79, 2003, pp. 5-24.
- Keiji Nishitani, Qu'est-ce que la religion ? (traduit du japonais en collaboration avec T. Takada), Les éditions du Cerf, 2017, 356 p.

## Liens
- Augustin Berque
- École de Kyoto
- Martin Heidegger
- Kitarō Nishida
- Keiji Nishitani
- Philosophie japonaise
- Paul Ricœur
- Tetsurō Watsuji